# Damijan Gašparič
Damijan Gašparič, slovenski arhitekt, * 1975, Ljubljana
Že med študijem na Fakulteti za arhitekturo v Ljubljani, ki ga je zaključil leta 2001, je nabiral projektne izkušnje v različnih arhitekturnih birojih. Deloval je tudi na projektih v tujini, na Hrvaškem in Avstraliji, kjer je, na RMIT (Royal Melbourne Institue of Technology), dokončal raziskovalni magistrski študij na temo urbane arhitekture.
Od leta 2001 deluje samostojno s statusom samostojnega ustvarjalca na področju kulture. Od leta 2009 deluje v projektivnem podjetju Delavnica d.o.o. kot soustanovitelj in vodja projektov.

## Projektno delo
2008

- Ureditev Kongresnega trga v Ljubljani - soavtor, projektiranje PGD

2007

- Naselje večstanovanjskih objetov ob Mlinščici - soavtor, vodja projektiranja PGD. PZI (za Groleger arhitekti d.o.o.)
- Večstanovanjski blok v Dravljah - soavtor, vodja projektiranja PGD, PZI (za Groleger arhitekti d.o.o.)
- Poslovni objekt Mikrocop - soavtor, vodja projektiranja PGD, PZI (za Groleger arhitekti d.o.o.)
- Poslovni objekt v Stegnah - soavtor, vodja projektiranja PGD, PZI (za Groleger arhitekti d.o.o.)
- Vile Portorož- soavtor, vodja projektiranja PGD, PZI (za Groleger arhitekti d.o.o.)

2006

- Večstanovanjska stavba s poslovnimi prostori ob Celovški cesti, Prušnikova 126 - v idejni fazi projektiranja - avtor
- Hiša Buh - prizidek k enodružinski hiši - projekt za pridobitev gradbenega dovoljenja - izvedba - avtor
- Strategija prostorskega razvoja MOL - razvoj metodologije priprave strokovnih podlag - Panprostor d.o.o.
- Lokacijski načrt Njegoševa cesta - projektiranje za Panprostor d.o.o.

2005

- Hiša Belič - nadzidava v Rožni dolini - projekt za pridobitev gradbenega dovoljenja - avtor
- Stanovanjski stolpič ob Celovški cesti, Šentviška 10 - idejni projekt  gradnje z X-LAM paneli - avtor
- Vinomare Singulus - luksuzni kompleks apartmajev v Umagu, projektiranje in vodenje projekta, PGD, Studio F&F, Ino Arh-Rijeka

2004

- “John Curtin School of Medical Research Canberra” - masterplan 2. faze, planiranje in projektiranje za LYONS Architects, Melbourne
- “Gordon Institute of TAFE Masterplan” - planiranje kampusa centra srednjih šol, Geelong, Victoria, LYONS Architects, Melbourne
- “Hume City Council Offices” - natečaj za upravno zgradbo občine Hume, Victoria, Australia, 1.nagrada, soavtor, LYONS Architects, Melbourne

2002

- Otočec - preureditev širšega območja - predlog urbanistične ureditve ŠRC Otočec v navezavi z novo avtocesto, projektiranje za Panprostor d.o.o.
- Prostorska zasnova Mestne občine Ljubljana - uredništvo projekta, priprava vsebin za publikacijo, Panprostor d.o.o.

2001

- Prostorska zasnova Mestne občine Ljubljana - uredništvo za Panprostor d.o.o.
- Nova ureditev cest pri Otočcu na Dolenjskem - strokovna podlaga za lokacijski načrt, Panprostor d.o.o.
- Lokacijski načrt avtoceste Smednik - Krška vas - projektiranje za Panprostor d.o.o.

2000

- Lokacijski načrt avtoceste Hrastje - Kronovo  - projektiranje za Panprostor d.o.o.
- Lokacijski načrt avtoceste Kronovo - Smednik - projektiranje za Panprostor d.o.o.

1999

- Casino in hotel Perla v Novi Gorici - Omnia studio d.o.o.

## Natečaji in delavnice
- Nova sodna stavba v Ljubljani - arhitekturni natečaj, 2007, 2. enakovredna nagrada, soavtor, vodja projektne skupine
- Tobačna Ljubljana - javni natečaj za ureditev območja Tobačne tovarne, 2006, priznanje, soavtor
- Kongresni trg Ljubljana - javni natečaj za ureditev trga,2004, 1. nagrada, soavtor
- Obnova območja Stara Cinkarna v Celju - javni anonimni urbanistični natečaj, 2003, - 3. nagrada, soavtor
- Obnova območja “ob železnici” v Novi Gorici - javni anonimni urbanistični natečaj, 2003, soavtor
- Stanovanjski blok v Umagu - natečaj za zasebnega investitorja, 2002, 2. nagrada, sodelavec
- Potniški center Ljubljana - javni anonimni mednarodni natečaj, 2002, 2. enakovredna nagrada, soavtor
- Delavnica Vrhnika 2 - delna realizacija predlaganih rešitev urbanističnih ureditev turističnih točk Vrhnike, 2001, soavtor
- Turistična sestavljanka - natečaj za Turistični spominek Slovenije 2001, Turistična zveze Slovenije, 1. nagrada, soavtor
- Trg Celjskih knezov - javni anonimni natečaj, 2000, soavtor

## Ostale dejavnosti
2005-2007

- Skrbnik natečajev za Zbornico za arhitekturo in prostor